# Зоономия, или Законы органической жизни
«Зоономия, или Законы органической жизни» (англ. Zoonomia; or the Laws of Organic Life) — труд английского врача и натуралиста Эразма Дарвина, опубликованный в 1794 году в двух томах. Книга затрагивает такие темы, как патология, анатомия, психология и функционирование человеческого тела. В книге присутствуют ранние идеи эволюционного учения, позднее развитые внуком Эразма Дарвина, Чарлзом Дарвином.
В «Зоономии» Дарвин высказал предположение о том, что все живые организмы произошли от одной живой частицы, в которую «великая первопричина» вдохнула жизнь. Здесь же Дарвин предвосхищает идею естественного отбора, замечая, что наиболее сильная и активная особь размножается лучше, передавая свои качества следующему поколению.
Сочинение было осуждено папской курией и включено в «Индекс запрещённых книг».

## Влияние
Чарлз Дарвин, внук Эразма Дарвина, прочел «Зоономию» во время учебы в Эдинбургском университете. В «Происхождении видов» он писал «Любопытно, как широко мой дед Эразм Дарвин предвосхитил взгляды и ошибочные мнения Ламарка в своей „Зоономии“».
Английский поэт-романтик Уильям Вордсворт написал поэму «Гуди Блейк и Гарри Джилл», вдохновляясь «Зоономией».